# 奧爾巴赫河 (因河支流)
47°39′40″N 12°11′2″E / 47.66111°N 12.18389°E

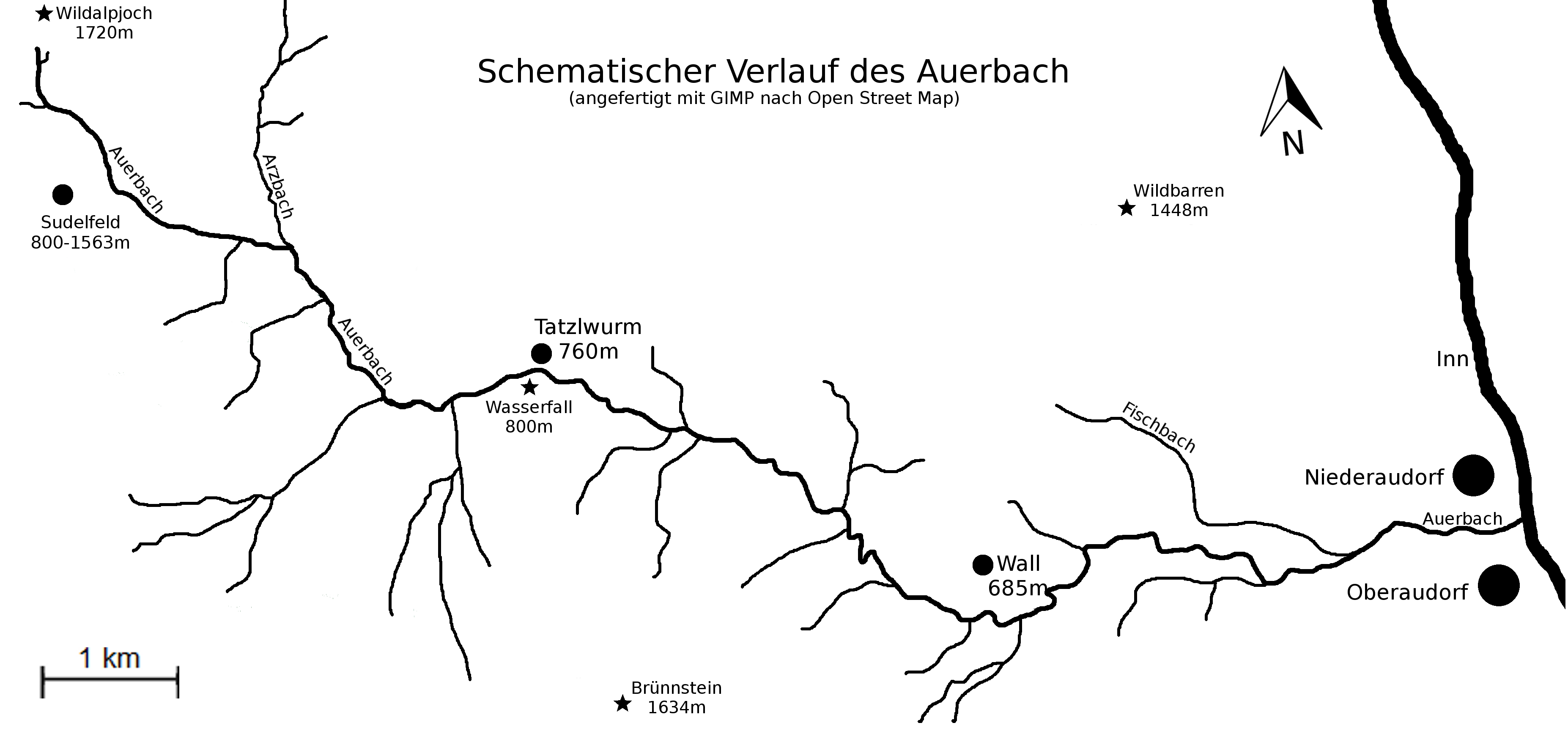

奧爾巴赫河（德語：Auerbach），是德國的河流，位於該國東南部，由巴伐利亞負責管轄，屬於因河的左支流，河道全長16公里，流域面積37.9平方公里，河口處在上奥多夫。